# Dániel Erzsébet
Dániel Erzsébet (Nána, 1946. október 28. –), Dánielné Matus Erzsébet: szlovákiai magyar népművelő, néprajzi gyűjtő.

## Élete
1964-ben a párkányi magyar gimnáziumban érettségizett. Az önkéntes néprajzi gyűjtőmozgalom tevékeny szervezője. 1997-ben a debreceni Kossuth Lajos Tudományegyetemen néprajz szakos diplomát szerzett, majd a Szlovákiai Magyar Néprajzi Társaság elnöke lett.
A Csemadok érsekújvári területi választmányának elnöke volt, jelenleg a nánai alapszervezet elnöke. A Limes-Anavum Regionális Honismereti Társulás elnöke.

## Elismerései
- 2010 Szent István-díj emlékérem[1]

## Művei
- A szabad Közép-Európa múltja és jövője. Emlékkötet Andrzej Przewoźnik tiszteletére; szerk. Dániel Erzsébet, Zombori István; Magyar Egyháztörténeti Enciklopédia Munkaközösség–Historia Ecclesiastica Hungarica Alapítvány, Bp., 2011
- Őseim emlékére. Fejezetek Nána történetéből; Magyar Egyháztörténeti Enciklopédia Munkaközösség–Historia Ecclesiastica Hungarica Alapítvány, Bp., 2013